# Ultras (film)
Ultras è un film del 2020 diretto da Francesco Lettieri, al suo esordio da regista.

## Trama
Sandro, detto "il Mohicano", è lo storico capo del gruppo ultras del Napoli "Apache". Essendo diffidato non può più accedere allo stadio e per questo il gruppo è rappresentato durante le partite dalla frangia guidata da Pequeño e Gabbiano, più giovani e propensi a provocare le tifoserie avversarie; nel gruppo prova a farsi strada assieme ai suoi amici anche il giovanissimo Angelo, deciso a vendicare la morte del fratello Sasà avvenuta durante alcuni scontri e che trova in Sandro la figura paterna che gli è sempre mancata.
Un giorno Sandro conosce presso le terme in cui lavora Terry, una madre single, e sembra deciso a cambiare vita complici anche i dissidi interni al gruppo: nonostante un primo diverbio sanato proprio da Sandro, la situazione alla fine si conclude con l'estromissione degli anziani e la fondazione di un nuovo gruppo, i "No Name Naples", guidato proprio da Pequeño e Gabbiano. Angelo e i suoi amici sono involontariamente alla base della rottura, in quanto bruciano inavvertitamente uno striscione degli Apache e la colpa ricade sui No Name, che vengono brutalmente assaltati dalla vecchia guardia.
Sandro, dopo un acceso confronto con il suo miglior amico Barabba, si allontana anche da Terry finché non ritorna alla sua vita ultras riappacificandosi con gli altri capi storici; dopo aver fatto pace anche con Terry, tuttavia, la madre di Angelo lo implora di salvare quest'ultimo, recatosi con i No Name a Roma per l'ultima decisiva partita del campionato nonostante la trasferta fosse vietata ai tifosi ospiti.
Sandro riesce ad arrivare nella capitale appena in tempo per salvare Angelo dall'attacco di due poliziotti, ma nel fare ciò perde la vita: il suo funerale sarà l'occasione per riappacificare le due frange, unite nel dolore della perdita del loro leader di sempre.

## Colonna sonora
Il brano principale presente nella colonna sonora è We Come from Napoli, dell'anonimo artista napoletano Liberato, di cui Lettieri ha curato i videoclip, autore di altri brani presenti nel film raccolti nell'omonimo album: Tu t'e scurdat' 'e me, 'O core nun tene padrone e un arrangiamento di Funiculì funiculà, brano della tradizione musicale napoletana.  La colonna sonora contiene inoltre L'estate sta finendo dei Righeira, Tanto pe' cantà di Ettore Petrolini e Alberto Simeoni, Pagnale del rapper casertano Speranza, That Silver Haired Daddy of Mine di Jim Reeves, il brano gospel When the Saints Go Marching In, il classico cubano Guantanamera, Caruso di Lucio Dalla, Voce 'e notte, E so cuntento 'e sta' di Pino Daniele e Bad Moon Rising dei Creedence Clearwater Revival.

## Promozione
Il primo teaser trailer era stato diffuso il 18 dicembre 2019, mentre il trailer esteso è stato pubblicato il 30 gennaio 2020. Il 25 febbraio è stato diffuso il trailer ufficiale del film.

## Distribuzione
La pellicola sarebbe dovuta essere distribuita nelle sale cinematografiche italiane il 9, 10 ed 11 marzo 2020, ma a causa della pandemia di coronavirus le proiezioni sono state cancellate. È stato invece distribuito sulla piattaforma Netflix il 20 marzo seguente.